# Liste des œuvres de Thomas Augustine Arne

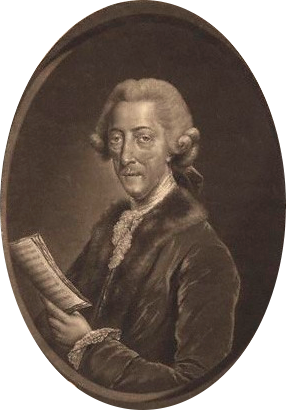
Thomas Arne 1778.

Liste des œuvres de Thomas Augustine Arne triée par genre.

## Mélodies, airs
Arne a composé de nombreuses mélodies et airs tout au long de sa carrière, dont la plupart ont été écrites pour la scène. Beaucoup de ces mélodies ont été publiées dans des anthologies au cours de sa vie, mais le nombre exact des mélodies qu'il a composées, est inconnu. La liste qui suit est celle des publications qui contiennent des mélodies d'Arne. Le nombre des mélodies d'Arne est entre crochets.
| Année(s) de la publication | Titre de la Publication                                   | Autres détails |
| -------------------------- | --------------------------------------------------------- | -------------- |
| 1737                       | The British Musical Miscellany, vol. vi                   | [1]            |
| 1741                       | The Songs and Duetto in The Blind Beggar of Bethnal Green | [1]            |
| 1743                       | The British Orpheus, vol. iii                             | [1]            |
| 1743–1745                  | Universal Harmony                                         | [1]            |
| 1745                       | Lyric Harmony, vol. i                                     | [18]           |
| 1745                       | The Music in The Judgment of Paris                        | [1]            |
| 1746                       | Lyric Harmony, vol. ii                                    | [18]           |
| 1747                       | Peter Prelleur's An Introduction to Singing               | [1]            |
| 1749                       | Vocal Melody, vol. i                                      | [6]            |
| 1750                       | Vocal Melody, vol. ii                                     | [8]            |
| 1751                       | Vocal Melody, vol. iii                                    | [7]            |
| 1752                       | Vocal Melody, vol. iv                                     | [2]            |
| 1753                       | Willem de Fesch's Songs Sung at Mary-bon Gardens          | [2]            |
| 1753                       | The Agreeable Musical Choice, vol. v                      | [7]            |
| 1754                       | The Agreeable Musical Choice, vol. vi                     | [6]            |
| 1755                       | A Collection of Poems in Four Volumes by Several Hands    | [1]            |
| 1756                       | The Agreeable Musical Choice, vol. vii                    | [8]            |
| 1757                       | A Favourite Collection of English Songs                   | [6]            |
| 1758                       | The Agreeable Musical Choice, vol. viii                   | [6]            |
| 1760                       | The Monthly Melody                                        | [22]           |
| 1760                       | British Melody, vol. xi                                   | [4]            |
| 1761                       | A Choice Collection of Songs, vol. xii                    | [3]            |
| 1761                       | The Winter’s Amusement, vol. xiii                         | [6]            |
| 1762                       | British Amusement                                         | [1]            |
| 1764                       | The Royal Magazine, vol. xi                               | [1]            |
| 1764                       | A Favourite Collection of Songs, vol. xiv                 | [5]            |
| 1765                       | The New Songs Sung at Vauxhall                            | [6]            |
| 1766                       | Summer Amusement                                          | [8]            |
| 1768                       | New Favourite Songs                                       | [4]            |
| 1774                       | The Vocal Grove                                           | [7]            |
| 1777                       | The Syren                                                 | [7]            |

## Odes et cantates
- A Grand Epithalamium, 1736, perdu
- Black-Ey’d Susan (cant., R. Leveridge), 1740, perdu
- God bless our noble king, A, T, B, ATB, 2 cors, 2 hautbois, cordes, bc, 1745, GB-Lbl, ed. C. Bartlett (Wyton, 1985)
- Fair Celia love pretended (cant., W. Congreve), 1 voix, violons, bc, Vocal Melody, i (1749)
- Chaucer’s Recantation (cant.), 1 voix, cordes, bc, Vocal Melody, ii (1750)
- Ode to Chearfulness, 1750, perdu
- Cymon and Iphigenia (cant., J. Dryden), 1 voix, cordes, bc, vs (1750), pts Bu
- Six Cantatas, fs (1755): Bacchus and Ariadne, 1 voix, 2 flûtes, 2 hautbois, 2 cors, cordes, bc; 'Delia, 1 voix, cordes, bc; Frolick and Free (G. Granville), 1 voix, 2 hautbois, cordes, bc; Lydia (d'après Sappho), 1 voix, 2 bn, cordes, bc; The Morning, 1 voix, fl/rec, cordes, bc; The School of Anacreon, 1 voix, 2 cors, cordes, bc; Lydia and The Morning, les deux ed. R. Hufstader (New York, 1971)
- 5 odes in Del Canzionere d’Orazio (1757): Delle muse all’almo core, 1 voix, cordes, bc; Finche fedele il core, 2 voix, 2 flûtes, cordes, bc; Finche fedele il core, 2 voix, 2 vn, bc; Se vanti in Telefo, 1 voix, 2 cors, cordes, bc; Tu mi fuggi schizzinosa, 1 voix, 2 violons, bc [= Advice to Chloe]
- The Spring (cant.), 1 voix, cordes, bc, British Melody (1760)
- Love and Resentment (cant.), 1 voix, 2 clarinettes, 2 violons, bc, Summer Amusement (1766)
- The Lover’s Recantation (cant.), 1 voix, 2 flûtes, 2 hautbois, cordes, bc; vs in The Winter’s Amusement (1761), fs, Lbl, ed. P. Young (Leipzig, 1988)
- Advice to Chloe (cant.), 1 voix, vns, bc, New Favourite Songs (1768)
- An Ode upon Dedicating a Building to Shakespeare (D. Garrick), 1769, speaker, S, S, S, S, T, Bar, SATB, orch; 9 nos. in vs (1769)
- Love and Resolution (musical dialogue), 1770, musique perdue
- Reffley Spring (cant.), 2 voix, 2 violons, bc, vs (1772)
- Diana (cant.), 1 voix, 2 flûtes, 2 hautbois, 2 cl, 2 cors, 2 violons, bc; vs in The Vocal Grove (1774)
- Whittington’s Feast (oratorio profane, Arne, d'après Dryden: Alexander’s Feast), 1776, S, S, T, B, SATB, 2 flûtes, 2 hautbois, 2 bassons, 2 trompettes, 2 cors, timbales, tambour, cordes, bc, fs, US-Wc
- A wretch long tortured with disdain (cant.), 1 voix, 2 flûtes, 2 hautbois, 2 cors, cordes, bc, full score GB-Lbl

## Catches, canons, glees
Le nombre exact de catches, canons, et glees composés par Arne est actuellement inconnu. Il a commencé à écrire de telles œuvres dans les années 1740 mais la majorité de cette production date des années 1760 et 1770. La plupart de ses glees ont été publiés dans des anthologies qui, à l'exception des 11 glees écrits pour le Noblemen and Gentlemen's Catch Club, sont les seuls survivants de ses compositions dans ce domaine. Ci-dessous une liste d'anthologies publiées contenant des catches, canons, et glees d' Arne. Le nombre des pièces d'Arne est entre crochets.
| Année     | Titre de la Publication                   | Autres détails |
| --------- | ----------------------------------------- | --- |
| c.1755    | A Collection of Vocal Harmony             | Édité par E.T. Warren. [8] |
| 1763–1794 | A Collection of Catches, Canons and Glees | Édité par E.T. Warren. Les airs d'Arne sont dans les volumes ii [4]; iii [5]; iv [2]; v [7]; vii [3]; viii [4]; xv [1]; xvi [1]; xx [1] |
| c.1790    | Apollonian Harmony, vol. iv               | [2] |

## Musique instrumentale
Arne a montré peu d'intérêt pour la musique instrumentale. Celle qu'il a composée, dérive la plupart du temps de ses œuvres pour la scène. Cette liste contient les œuvres instrumentales qui ont été publiées séparément de ses œuvres pour la scène. Ne figurent pas dans la liste ci-dessous quelques pièces écrites pour le violon seul et la contrebasse seule dont la date de composition est actuellement inconnue et dont la publication n'a eu lieu qu'en 1978.
| Année | Titre                                              | Genre                 | Autres détails |
| 1751  | Eight overtures in 8 parts                         | ouverture             | Il s'agit d'une collection d'ouvertures écrites pour diverses œuvres pour la scène d'Arne dont les ouvertures pour Henry and Emma, Comus, et The Judgment of Paris. Utilisée pour la première fois pour un concert en 1751, la collection a été publiée de nombreuses fois, la dernière fois par J. Herbage en 1937. |
| 1756  | VIII Sonatas or Lessons                            | sonate                | Publiée en 1983 par C. Hogwood |
| 1757  | VII sonatas                                        | sonate                | Publiée par l'éditeur H. Murrill (Londres, 1939, 1951, 1960) |
| 1767  | Four New Overtures or Symphonies in 8 and 10 Parts | ouverture, symphonie  | Autre sélection d'œuvres symphoniques, la plupart appartenant à des œuvres pour la scène d'Arne et qui ont été initialement rassemblées pour un concert en 1767. La plus récente publication est celle de l'éditeur R. Platt (Londres, 1973)                                                                         |
| 1793  | Six Favourite Concertos                            | concerto pour clavier | Ces concertos pour clavier faisaient partie de diverses œuvres pour la scène d'Arne et ont été rassemblés pour une publication en 1793. La plus récente publication est celle de R. Langley (Londres, 1981) |

## La musique sacrée
Par rapport à ses contemporains anglais les plus importants, William Boyce et John Stanley, la production de musique sacrée de Arne est remarquablement petite. La principale raison de son manque de contribution à ce domaine est due à sa foi catholique romaine, qui s'oppose à l'Église d'Angleterre.
| Année    | Titre                                        | Genre         | Autres détails |
| -------- | -------------------------------------------- | ------------- | --- |
| 1744     | The Death of Abel                            | oratorio      | Paroles d'après Metastasio, perdu à l'exception de l' Hymn of Eve (publié en 1756) |
| 1744     | Judith                                       | oratorio      | Paroles de I. Bickerstaff basées sur le Livre de Judith, partition publiée sans les récits et les chœurs (1761), et une partition complète se trouve chez la British Library                                   |
| inconnue | Messe en fa                                  | messe         | Écrite pour une exécution au Lulworth Castle dans le Dorset. La musique est soit perdue soit potentiellement la même que celle d'un compositeur anonyme. Écrite pour trois voix et orgue un peu avant 1770.    |
| inconnue | Messe en sol                                 | messe         | Écrite pour une exécution au Lulworth Castle dans le Dorset. Écrite pour quatre voix et orgue un peu avant 1770. La partition existe encore ainsi que celle d'une version révisée pour moins de voix.          |
| 1770     | Libera me                                    | chant funèbre | Écrit pour les funérailles de Francis Pemberton (en) le 28 juin 1770. Contient un chœur SSATB, orgue, solistes (soprano, ténor, et baryton). La musique existe et a été publiée par Oxford Publishing en 1950. |
| inconnue | O salutaris hostia                           | motet         | Une copie de la musique se trouve à la British Library à Londres. Écrit entre 1771 et 1776. |
| 1777     | 1 air dans The Prodigal Son de Samuel Arnold | oratorio      | Publié dans The Syren (1777). |

## Musique pour la scène
| Année | Titre                                                 | Genre                           | Structure  | Première | Librettiste ou dramaturge                                                    | Autres détails |
| ----- | ----------------------------------------------------- | ------------------------------- | ---------- | --- | ---------------------------------------------------------------------------- | --- |
| 1733  | Rosamond                                              | opera seria                     | 3 actes    | 7 mars 1733, Londres, Lincoln's Inn Fields                                                                      | d'après l'opéra de Joseph Addison de 1704                                    | Révisé comme une afterpiece en 1740. Seule existe la partition de la seconde version. |
| 1733  | The Opera of Operas, or Tom Thumb the Great           | Opéra-bouffe                    | afterpiece | 29 octobre 1733, Londres, Little Theatre                                                                        | Eliza Haywood et William Hatchett, d'après Henry Fielding                    | Deux airs existent, un dans The British Musical Miscellany, vol. iii (1735) et l'autre dans J. Markordt, Tom Thumb (1781). Les 16 autres airs sont perdus. |
| 1734  | Dido and Aeneas                                       | masque                          |            | 12 janvier 1734, Londres, Little Theatre                                                                        | Barton Booth (en)                                                            | Seuls 2 airs existent dans The British Musical Miscellany, vol. i (1734). Le reste du masque est perdu. |
| 1734  | Love and Glory                                        | masque                          | 2 actes    | 21 mars 1734, Londres, Theatre Royal, Drury Lane                                                                | T. Phillips                                                                  | Musique aujourd'hui perdue. L'œuvre contenait 14 pièces musicales. |
| 1735  | Harlequin Orpheus, or The Magical Pipe                | pantomime                       |            | 3 mars 1735, Londres, Theatre Royal, Drury Lane                                                                 | inconnu                                                                      | Musique aujourd'hui perdue. |
| 1735  | The Twin Rivals                                       | musique de scène pour une pièce | 2 actes    | 21 août 1735, Londres, Little Theater                                                                           | George Farquhar                                                              | Toute la musique est perdue à l'exception de l'ouverture qui est la même que celle utilisée pour Harlequin Restor’d. |
| 1735  | Harlequin Restor’d, or The Country Revels             | pantomime                       |            | 18 octobre 1735, Londres, Theatre Royal, Drury Lane                                                             |                                                                              | L'ouverture est la seule pièce qui subsiste à l'exception de quelques chansons comiques qui ne sont peut être pas de la pantomime. |
| 1735  | Greenwich Park                                        | musique de scène pour une pièce |            | 10 novembre 1735, Londres, Theatre Royal, Drury Lane                                                            | William Mountfort (en)                                                       | Musique aujourd'hui perdue. |
| 1735  | The Miser                                             | musique de scène pour une pièce |            | 13 novembre 1735, Londres, Theatre Royal, Drury Lane                                                            | Henry Fielding                                                               | Musique aujourd'hui perdue. La pièce de Fielding est basée sur L'avare de Molière. |
| 1736  | Harlequin Restor’d, or Taste à la Mode                | pantomime                       |            | 12 janvier 1736, Londres, Theatre Royal, Drury Lane                                                             | Richard Charke (en)                                                          | Musique aujourd'hui perdue. |
| 1736  | Zara                                                  | musique de scène pour une pièce |            | 12 janvier 1736, Londres, Theatre Royal, Drury Lane                                                             | Aaron Hill                                                                   | Toute la musique est perdue à l'exception de marche. La pièce de Hill est basée sur celle de Voltaire. |
| 1736  | The Fall of Phaeton                                   | masque                          |            | 28 février 1736, Londres, Theatre Royal, Drury Lane                                                             | W. Pritchard                                                                 | Seul un des airs survit. |
| 1736  | The Rival Queens, or The Death of Alexander the Great | musique de scène pour une pièce |            | 22 novembre 1736, Londres, Theatre Royal, Drury Lane                                                            | Nathaniel Lee                                                                | Seul un duo, publié dans The Songs in As You Like It and Twelfth Night (1741), survit. |
| 1737  | The King and the Miller of Mansfield                  | musique de scène pour une pièce |            | 29 janvier 1737, Londres, Theatre Royal, Drury Lane                                                             | Robert Dodsley                                                               | Seul un air publié dans The Musical Entertainer, vol. i (1737) survit. |
| 1738  | Comus                                                 | masque                          | 3 actes    | 4 mars 1738, Londres, Theatre Royal, Drury Lane                                                                 | John Dalton, d'après Comus de John Milton                                    | Une copie de la partition complète publiée en 1740 se trouve à la British Library. Arne a révisé l'œuvre an afterpiece en 1772. |
| 1738  | The Tender Husband, or The Accomplish’d Fools         | musique de scène pour une pièce |            | 25 novembre 1738, Londres, Theatre Royal, Drury Lane                                                            | Richard Steele                                                               | Seul un air publié dans The Songs in As You Like It and Twelfth Night (1741), survit. |
| 1739  | An Hospital for Fools                                 | dramatic fable                  |            | 15 novembre 1739, Londres, Theatre Royal, Drury Lane                                                            | James Miller (en)                                                            | Les quatre airs écrits pour la pièce survivent, mais la musique de danse est perdue. |
| 1740  | Don John, or The Libertine Destroy’d                  | musique de scène pour une pièce |            | 13 février 1740, Londres, Theatre Royal, Drury Lane                                                             | Thomas Shadwell                                                              | Contient plusieurs airs, danse des bergers, et danse des furies. Musique aujourd'hui perdue. |
| 1740  | Lethe, or Esop in the Shades                          | musique de scène pour une pièce |            | 1er avril 1740, Londres, Theatre Royal, Drury Lane                                                              | David Garrick                                                                | Arne a écrit seulement un des airs pour la pièce, qui a été publié dans The Agreeable Musical Choice, vol. vi (1754). Le reste de la musique a été composé par W. Boyce. |
| 1740  | Alfred                                                | opéra                           | 3 actes    | 1er août 1740, Cliveden House, Berks.                                                                           | David Mallet et James Thomson                                                | Originellement écrit comme masque pour célébrer l'accession de George II en 1740. Il a été plus tard révisé comme oratorio en 1745 et alors considérablement élargi dans sa version définitive comme un opéra en 1753. La partition de la dernière version survit. |
| 1740  | Oepidius, King of Thebes                              | musique de scène pour une pièce |            | 19 novembre 1740, Londres, Theatre Royal, Drury Lane                                                            | John Dryden et Nathaniel Lee, d'après Sophocle                               | Contient un air et de la musique instrumentale pour la scène du sacrifice. Musique aujourd'hui perdue. |
| 1740  | The Tempest                                           | musique de scène pour une pièce | 4 actes    | 28 novembre 1740, Londres, Theatre Royal, Drury Lane                                                            | Shadwell et Dryden, d'après William Shakespeare                              | Contient plusieurs airs ainsi que de la musique instrumentale d'Arne. Un certain nombre d'airs survivent dans diverses collections d'airs publiées durant les années 1770. Deux airs apparaissent dans Nine Shakespeare Songs by Thomas Augustine Arne (Londres, 1963). |
| 1740  | As You Like It                                        | musique de scène pour une pièce | 4 actes    | 20 décembre 1740, Londres, Theatre Royal, Drury Lane                                                            | William Shakespeare                                                          | Contient plusieurs airs ainsi que de la musique instrumentale d'Arne. Certains des airs survivent dans diverses collections d'airs publiées durant les années 1770. Trois airs apparaissent dans Nine Shakespeare Songs by Thomas Augustine Arne (Londres, 1963). |
| 1741  | Twelfth Night, or What You Will                       | musique de scène pour une pièce | 4 actes    | 15 janvier 1741, Londres, Theatre Royal, Drury Lane                                                             | William Shakespeare                                                          | Contient plusieurs airs ainsi que de la musique instrumentale d'Arne. Seuls trois des airs survivent. |
| 1741  | The Peasant’s Triumph on the Death of the Wild Boar   | ballet                          |            | 12 février 1741, Londres, Theatre Royal, Drury Lane                                                             |                                                                              | Une partie de la musique de danse survit. |
| 1741  | The Merchant of Venice                                | musique de scène pour une pièce | 4 actes    | 14 février 1741, Londres, Theatre Royal, Drury Lane                                                             | William Shakespeare                                                          | Deux airs et un duo survivent. |
| 1741  | The Blind Beggar of Bethnal Green                     | ballad opera                    | 2 actes    | 3 avril 1741, Londres, Theatre Royal, Drury Lane                                                                | Robert Dodsley                                                               | Sept des neuf airs survivent. |
| 1741  | The Rehearsal                                         | musique de scène pour une pièce | 4 actes    | 21 novembre 1741, Londres, Royal College of Music                                                               | George Villiers (2e duc de Buckingham)                                       | Seul un duo survit. |
| 1742  | The Judgment of Paris                                 | masque                          | 1 acte     | 12 mars 1742, Londres, Theatre Royal, Drury Lane                                                                | William Congreve                                                             | Une partition, con tenant des arias et des chœurs, datés de 1745 existent. |
| 1742  | Miss Lucy in Town                                     | ballad farce                    |            | 6 mai 1742, Londres, Theatre Royal, Drury Lane                                                                  | Henry Fielding                                                               | Révisé en 1770 comme The Country Madcap. Contient 10 airs mais toute la musique est aujourd'hui perdue. |
| 1743  | The Mock Doctor                                       | farce                           |            | 2 mai 1743, Dublin, Aungier St Theatre                                                                          | Joseph Addison                                                               | Bien que la musique puisse être d'Arne, l'attribution absolue de sa paternité ne peut être établie. Toute la musique est aujourd'hui perdue. |
| 1744  | Theodosius, or The Force of Love                      | musique de scène pour une pièce |            | 26 avril 1744, Dublin, Smock Alley Theatre                                                                      | Nathaniel Lee                                                                | Les cinq pièces de musique existent. |
| 1744  | Cymbeline                                             | musique de scène pour une pièce |            | 8 novembre 1744, Londres, Little Theatre                                                                        | Theophilus Cibber, d'après Shakespeare. Texte de William Collins.            | Seul le chant funèbre existe. |
| 1745  | The Temple of Dullness                                | burlesque opera                 | 3 actes    | 17 janvier 1745, Londres, Theatre Royal, Drury Lane                                                             | Colley Cibber, d'après les interludes de The Happy Captive de Lewis Theobald | Originellement contenait 16 airs. Toute la musique est aujourd'hui perdue. |
| 1745  | The Picture, or The Cuckold in Conceit                | musique de scène pour une pièce |            | 11 février 1745, Londres, Theatre Royal, Drury Lane                                                             | James Miller, d'après Sganarelle de Molière                                  | Seul un air survit. |
| 1745  | King Pepin’s Campaign                                 | burlesque opera                 | 2 actes    | 15 avril 1745, Londres, Theatre Royal, Drury Lane                                                               | William Shirley                                                              | Contenait 19 pièces de musique. Musique aujourd'hui perdue. |
| 1746  | Harlequin Incendiary, or Colombine Cameron            | pantomime                       |            | 3 mars 1746, Londres, Theatre Royal, Drury Lane                                                                 |                                                                              | Contenait 14 pièces de musique. Musique aujourd'hui perdue. |
| 1746  | The She-Gallants, or Once a Lover and Always a Lover  | musique de scène pour une pièce |            | 13 mars 1746, Londres, Theatre Royal, Drury Lane                                                                | George Granville, 1er Baron Lansdowne                                        | Seul un air survit. |
| 1747  | The Sheep-Shearing, or Florizel and Perdita           | musique de scène pour une pièce |            | 1747, Dublin, Smock Alley Theatre                                                                               | Macnamara Morgan (en), d'après The Winter's Tale de Shakespeare              | Musique aujourd'hui perdue. |
| 1747  | The Wild-Goose Chase                                  | musique de scène pour une pièce |            | 7 mars 1747, Londres, Theatre Royal, Drury Lane                                                                 | John Fletcher                                                                | Seul un air écrit pour la pièce survit. |
| 1748  | The Foundling                                         | musique de scène pour une pièce |            | 13 février 1748, Londres, Theatre Royal, Drury Lane                                                             | E. Moore                                                                     | Seul un air écrit pour la pièce survit. |
| 1748  | The Provok’d Wife                                     | musique de scène pour une pièce |            | 21 mars 1748, Londres, Theatre Royal, Drury Lane                                                                | Garrick, d'après J. Vanbrugh                                                 | Seul un air sur les cinq écrits pour la pièce survit. |
| 1748  | The Nunnery Expedition                                | musique de scène pour une pièce |            | advertised 20 avril 1748, Londres, Theatre Royal, Drury Lane                                                    | inconnu                                                                      | Jamais représenté et la musique est perdue. |
| 1748  | Much Ado About Nothing                                | musique de scène pour une pièce |            | 14 novembre 1748, Londres, Theatre Royal, Drury Lane                                                            | Shakespeare                                                                  | Seul un air écrit pour la pièce survit. |
| 1749  | The Triumph of Peace                                  | masque                          |            | 21 février 1749, Londres, Theatre Royal, Drury Lane                                                             | Dodsley                                                                      | Seul un des sept airs écrits pour le masque survit. |
| 1749  | The Muses’ Looking Glass                              | musique de scène pour une pièce |            | 9 mars 1749, Londres, Covent Garden Theatre                                                                     | T. Randolph                                                                  | Seul un air écrit pour la pièce survit. |
| 1749  | Henry and Emma, or The Nut-Brown Maid                 | musical drama                   |            | 31 mars 1749, Londres, Covent Garden Theatre                                                                    | T. Holt, d'après M. Prior                                                    | masque of Alfred (1757), sont perdus. |
| 1750  | Don Saverio                                           | opéra-comique                   |            | 15 février 1750, Londres, Theatre Royal, Drury Lane                                                             | Par le compositeur.                                                          | Seuls deux des huit airs écrits pour l'opéra survivent; un a été publié dans Londres Magazine (1752) et un autre a été réutilisé dans le Masque of Alfred (1757). |
| 1750  | Harlequin Mountebank, or The Squire Electrified       | pantomime                       |            | Londres, New Wells, Clerkenwell, 16 avril 1750                                                                  |                                                                              | Musique aujourd'hui perdue. |
| 1750  | The Sacrifice of Iphigenia                            | entertainment                   |            | Londres, New Wells, Clerkenwell, 16 avril 1750                                                                  |                                                                              | Seul un air écrit pour la pièce survit, qui a été publié dans le Londres Magazine (1750). |
| 1750  | Roméo et Juliette                                     | musique de scène pour une pièce |            | 28 septembre 1750, Londres, Royal Opera House, Covent Garden                                                    | Shakespeare                                                                  | Seul un air funèbre écrit pour la pièce a été publié vers 1765 |
| 1751  | The Country Lasses, or The Custom of the Manor        | musique de scène pour une pièce |            | 14 décembre 1751, Londres, Royal Opera House, Covent Garden                                                     | C. Johnson                                                                   | Un air publié dans le Vocal Melody, iv (1752) |
| 1752  | Harlequin Sorcerer                                    | pantomime                       |            | 11 février 1752, Londres, Royal Opera House, Covent Garden                                                      | d'après Theobald                                                             | Douze pièces de musique ont été écrites dont quatre solos, un duo, et un menuet survivent. |
| 1752  | The Oracle                                            | musique de scène pour une pièce |            | 17 mars 1752, Londres, Royal Opera House, Covent Garden                                                         | S.-M. Cibber, d'après Saint-Foix                                             | Un air survit, publié dans Vocal Melody, iv (1752). |
| 1752  | The Drummer, or The Haunted House                     | musique de scène pour une pièce |            | 8 décembre 1752, Londres, Royal Opera House, Covent Garden                                                      | Addison                                                                      | Seule une pièce de musique survit. |
| 1754  | Eliza                                                 | opéra                           | 3 actes    | 29 mai 1754, Londres, Little Theatre, Haymarket                                                                 | R. Rolt                                                                      | Une partition incomplète a été publiée en 1757. Une partie des actes 1 et 2 est perdue. |
| 1755  | Britannia                                             | masque                          | 2 actes    | 9 mai 1755, Londres, Theatre Royal, Drury Lane                                                                  |                                                                              | Une partition complète a été publiée en 1755 et existe. |
| 1756  | Injured Honour, or The Earl of Westmorland            | musique de scène pour une pièce |            | 8 mars 1756, Dublin, Smock Alley Theatre                                                                        | H. Brooke                                                                    | Contenait un anthem, un air funèbre, et un hymne triomphal. Musique aujourd'hui perdue. |
| 1756  | The Pincushion farce                                  | farce                           |            | 20 mars 1756, Dublin, Smock Alley Theatre                                                                       | Très probablement de Arne lui-même mais aussi attribuée à John Gay           | Musique aujourd'hui perdue. |
| 1756  | The Painter’s Breakfast                               | musique de scène pour une pièce |            | 2 avril 1756, Dublin, Smock Alley Theatre                                                                       | inconnu                                                                      | Musique aujourd'hui perdue. |
| 1756  | Catherine and Petruchio                               | musique de scène pour une pièce |            | 2 avril 1756, Dublin, Smock Alley Theatre                                                                       | Garrick, d'après The Taming of the Shrew de Shakespeare                      | Musique aujourd'hui perdue. |
| 1756  | Mercury Harlequin                                     | pantomime                       |            | 27 décembre 1756, Londres, Theatre Royal, Drury Lane                                                            | H. Woodward                                                                  | Deux airs survivent. |
| 1757  | The Fair Penitent                                     | musique de scène pour une pièce |            | 22 avril 1757, Londres, Royal Opera House, Covent Garden                                                        | N. Rowe                                                                      | Musique aujourd'hui perdue. |
| 1757  | Isabella, or The Fatal Marriage                       | musique de scène pour une pièce |            | 2 décembre 1757, Londres, Theatre Royal, Drury Lane                                                             | Garrick, d'après T. Southerne                                                | Deux airs survivent qui ont été publiés dans The Agreeable Musical Choice, viii (1758). |
| 1758  | The Prophetess, or The History of Dioclesian          | pièce musicale                  |            | 1er février 1758, Londres, Royal Opera House, Covent Garden                                                     | T. Betterton, d'après Fletcher et P. Massinger                               | Une des six pièces musicales survit. |
| 1758  | The Sultan, or Solyman and Zaida                      | masque                          |            | 23 novembre 1758, Londres, Royal Opera House, Covent Garden                                                     |                                                                              | Originellement représenté avec une version révisée de The Prophetess, or The History of Dioclesian. Seul un duo survit. |
| 1759  | The Ambitious Stepmother                              | musique de scène pour une pièce |            | 1er février 1759, Londres, Theatre Royal, Drury Lane                                                            | Rowe                                                                         | Musique aujourd'hui perdue. |
| 1759  | Cymbeline                                             | musique de scène pour une pièce |            | 15 février 1759, Londres, Royal Opera House, Covent Garden                                                      | W. Hawkins, d'après Shakespeare                                              | Seul un air funèbre survit qui a été plus tard ré-utilisé dans The Winter’s Amusement (1761). |
| 1759  | The Beggar's Opera                                    | ballad opera                    | 3 actes    | 10 octobre 1759, Londres, Royal Opera House, Covent Garden                                                      | John Gay                                                                     | Arne a ajouté quelques airs nouveaux, une cornemuse, et fait quelques petites révisions de la musique originale de Gay. |
| 1760  | The Desert Island                                     | musique de scène pour une pièce |            | 24 janvier 1760, Theatre Royal, Drury Lane                                                                      | A. Murphy, d'après P. Metastasio                                             | Un air survit. |
| 1760  | The Jovial Crew, or The Merry Beggars                 | opéra-comique                   | 2 actes    | 14 février 1760, Londres, Royal Opera House, Covent Garden                                                      | E. Roome, M. Concanen et W. Yonge, d'après R. Brome                          | 7 airs survivent qui ont été publiés dans A Collection of Songs, ix (c1760). L'opéra a été rejoué sous le nom de The Ladies’ Frolick au Drury Lane le 7 mai 1770. |
| 1760  | Thomas and Sally, or The Sailor’s Return              | opéra-comique                   | 2 actes    | 28 novembre 1760, Londres, Royal Opera House, Covent Garden                                                     | I. Bickerstaff                                                               | La partition complète a éré publiée en 1761 et republiée en 1977. |
| 1761  | The Way to Keep Him                                   | musique de scène pour une pièce |            | 10 janvier 1761, Londres, Theatre Royal, Drury Lane                                                             | Murphy                                                                       | Deux airs survivent. |
| 1761  | The Provok’d Husband, or A Journey to Londres         | musique de scène pour une pièce |            | 7 avril 1761, Londres, Royal Opera House, Covent Garden                                                         | Vanbrugh et C. Cibber                                                        | Deux airs survivent qui ont été publiés dans The Winter’s Amusement, xiii (1761). |
| 1762  | Artaxerxes                                            | opera seria                     | 3 actes    | 2 février 1762, Londres, Royal Opera House, Covent Garden                                                       | Arne, d'après Metastasio                                                     | Une partition a été publiée en 1762 sans les récitatifs et le chœur final. Cependant, une partie de la musique oubliée a été publiée dans le The Syren (1777) et en 1820 re-publiée par J. Addison. |
| 1762  | Beauty and Virtue Reconciled                          | serenata                        |            | 26 février 1762, Londres, Theatre Royal, Drury Lane                                                             | Arne, d'après Metastasio                                                     | Musique aujourd'hui perdue. |
| 1762  | Love in a Village                                     | pasticcio/opéra-comique         | 3 actes    | 8 décembre 1762, Londres, Theatre Royal, Drury Lane                                                             | Bickerstaff, d'après The Village Opera de Johnson                            | L'œuvre contenait 42 pièces de musique dont seulement cinq seulement ont été nouvellement composées par Arne. Le reste de la musique est composé de 13 pièces empruntées à des œuvres pour la scène plus anciennes d'Arne, une nouvelle ouverture a été écrite par CF Abel et 23 airs par d'autres compositeurs, dont Geminiani et Galuppi, mais avec de nouveaux textes. La partition complète existe aujourd'hui. |
| 1763  | The Birth of Hercules                                 | masque                          |            | Il n'a jamais monté, mais a été modifié pour des représentations au Royal Opera House, Covent Garden de Londres | Shirley                                                                      | Dix-neuf pièces de musique ont été écrites pour l'œuvre mais toute la musique est aujourd'hui perdue. |
| 1764  | The Arcadian Nuptials                                 | masque                          |            | 19 janvier 1764, Londres, Royal Opera House, Covent Garden                                                      | Très probablement d'Arne.                                                    | Seul un dialogue survit qui a été publié dans A Favourite Collection of Songs (1764). |
| 1764  | The Guardian Out-witted                               | opéra-comique                   | 3 actes    | 12 décembre 1764, Londres, Royal Opera House, Covent Garden                                                     | Arne                                                                         | Seule l'ouverture survit et a été publiée dans le Periodical Overtures, xxvii (1770). |
| 1765  | L’olimpiade                                           | opera seria                     | 3 actes    | 27 avril 1765, Londres, Kings Theatre in the Haymarket                                                          | Bottarelli, d'après Metastasio                                               | Musique aujourd'hui perdue. |
| 1765  | The Summer’s Tale                                     | pasticcio/ comédie musicale     |            | 6 décembre 1765, Londres, Royal Opera House, Covent Garden                                                      | R. Cumberland                                                                | Contient deux nouveaux airs de Arne et 2 airs d'une ancienne œuvre de Arne qui ont été arrangés par S. Arnold. |
| 1766  | Miss in Her Teens, or The Medley of Lovers            | farce                           |            | 25 avril 1766, Londres, Theatre Royal, Drury Lane                                                               | Garrick, d'après La parisienne de Dancourt                                   | Un air survit. |
| 1768  | Lionel and Clarissa                                   | pasticcio/opéra-comique         |            | 25 février 1768, Londres, Theatre Royal, Drury Lane                                                             | Bickerstaff                                                                  | L'œuvre contient 1 nouvel air de Arne et a été arrangé par C. Dibdin. |
| 1770  | King Arthur, or The British Worthy                    | masque                          | 3 actes    | 13 décembre 1770, Londres, Theatre Royal, Drury Lane                                                            | Garrick, d'après Dryden                                                      | Contient des révisions du King Arthur de Henry Purcell et 10 nouveaux airs d'Arne. |
| 1771  | The Fairy Prince                                      | masque                          | 3 actes    | 12 novembre 1771, Londres, Royal Opera House, Covent Garden                                                     | Colman the elder, d'après B. Jonson's Oberon                                 | La partition a été publiée en 1771 mais sans la musique de danse, les récitatifs, et certains des chœurs. |
| 1772  | Squire Badger                                         | burletta                        | 2 actes    | 16 mars 1772, Londres, Little Theatre                                                                           | Arne, d'après Fielding's Don Quixote                                         | Seule une des 15 pièces de musique survit. L'œuvre a été reprise sous le nom de The Sot au Little Theatre le 16 février 1775. |
| 1772  | The Cooper                                            | opéra-comique                   | 2 actes    | 10 June 1772, Londres, Little Theatre                                                                           | Arne, d'après Le tonnelier de N.M. Audinot et A.F. Quétant                   | Publié en 1772 et re-publié en 1956. |
| 1772  | Elfrida                                               | poème dramatique ou opéra       | 5 actes    | 21 novembre 1772, Londres, Royal Opera House, Covent Garden                                                     | Colman the elder, d'après W. Mason                                           | Publié en 1772. |
| 1772  | The Rose                                              | opéra-comique                   | 3 actes    | 2 décembre 1772, Londres, Theatre Royal, Drury Lane                                                             | Très probablement d'Arne                                                     | Sur les 20 pièces de musique, seule l'ouverture survit. |
| 1772  | The Pigmy Revels, or Harlequin Foundling              | pantomime                       |            | 26 décembre 1772, Londres, Theatre Royal, Drury Lane                                                            | J. Messink                                                                   | Charles Dibdin a écrit la majeure partie de la musique de la composition. Arne a seulement composé le Morris Dance qui a été publié en 1773. |
| 1773  | Alzuma                                                | musique de scène pour une pièce |            | 23 février 1773, Londres, Royal Opera House, Covent Garden                                                      | Murphy, d'après Dryden et Voltaire                                           | Deux airs ont été écrits, Procession of Virgins et Ode to the Sun, qui ont été tous les deux perdus. |
| 1773  | The Trip to Portsmouth                                | opéra-comique                   |            | 11 août 1773, Londres, Little Theatre                                                                           | G.A. Stevens                                                                 | Musique vocale de Dibdin; ouverture empruntée à The Rose et 2 nouvelles musique de danse de Arne. |
| 1773  | Achilles in Petticoats                                | opéra burlesque                 | 3 actes    | 16 décembre 1773, Londres, Royal Opera House, Covent Garden                                                     | Colman the elder, d'après Gay                                                | Partition vocale publiée en 1774. |
| 1774  | Henry and Emma (revised)                              | drame musical                   | 3 actes    | 13 avril 1774, Londres, Royal Opera House, Covent Garden                                                        | H. Bate Dudley, d'après Prior                                                | Quatre nouveaux airs ont été écrits et sont tous perdus. |
| 1775  | May-Day, or The Little Gipsy                          | farce musicale                  | 2 actes    | 28 octobre 1775, Londres, Theatre Royal, Drury Lane                                                             | Garrick                                                                      | Partition vocale publiée en 1776. |
| 1776  | Phoebe at Court                                       | opérette                        | 2 actes    | 22 février 1776, Londres, Little Theatre                                                                        | Arne, d'après The Capricious Lovers de R. Lloyd                              | Musique aujourd'hui perdue. |
| 1776  | The Seraglio                                          | opéra-comique                   |            | 25 novembre 1776, Londres, Royal Opera House, Covent Garden                                                     | Dibdin et E. Thompson                                                        | Seulement un air d'Arne. Le reste de la musique est de Dibdin et Arnold. Musique aujourd'hui perdue. |
| 1776  | Caractacus                                            | poème dramatique ou opéra       | 5 actes    | 6 décembre 1776, Londres, Royal Opera House, Covent Garden                                                      | Mason                                                                        | Vingt et un numéros de musique écrits. Musique aujourd'hui perdue. |
| 1777  | Love Finds the Way                                    | pasticcio/opéra-comique         | 3 actes    | 18 novembre 1777, Londres, Royal Opera House, Covent Garden                                                     | T. Hull, d'après The School for Guardians de Murphy                          | Musique arrangée par Fisher et contenant un nombre inconnu de nouveaux airs d'Arne. Musique aujourd'hui perdue. |
|       | Trick upon Trick                                      | ballad opera                    |            | production inconnue                                                                                             | R. Fabian                                                                    | Deux airs survivent qui not été publiés dans le The Winter’s Amusement (1761). Peut-être représenté au Covent Garden comme une partie de The Comical Resentment, or Trick for Trick le 26 mars 1759. |